# Mesocoelus
Mesocoelus (лат.) — род паразитических наездников из семейства браконид (Braconidae).

## Описание
Мелкие перепончатокрылые наездники, длина тела около 5 мм. От прочих отличаются следующими признаками: Жилкование передних крыльев сильно сокращено; жилка отствует, а поперечная жилка r присутствует только в виде короткого отрезка. Род широко распространён, но редок в неотропиках. Чрезвычайно редуцированное жилкование Mesocoelus среди других Agathidinae встречается редко, оно характерно только для рода Aneurobracon Старого Света. В Новом Свете хозяева — моли Chilocampyla psidiella и Acrocercops, минеры из семейства Gracillariidae. 

## Классификация
- Mesocoelus acrocercopis Muesebeck, 1932[2]
- Mesocoelus davidsmithi Sharkey, 2021
- Mesocoelus laeviceps (Ashmead, 1900)[3]
- Другие виды